# Nihility
Nihility är Decapitateds andra studioalbum, släppt 2002 på etiketten Earache Records. 

## Låtförteckning
Alla sångtexter är skrivna av Sauron, där intet annat anges. Alla låtar är komponerade av Decapitated.
| Nr | Titel                                                             | Längd |
| -- | ----------------------------------------------------------------- | ----- |
| 1. | Perfect Dehumanisation (The Answer?)                              | 5:25  |
| 2. | Eternity Too Short                                                | 4:32  |
| 3. | Mother War                                                        | 4:08  |
| 4. | Nihility (Anti-Human Manifesto)                                   | 4:59  |
| 5. | Names                                                             | 3:52  |
| 6. | Spheres of Madness                                                | 5:14  |
| 7. | Babylon's Pride                                                   | 4:15  |
| 8. | Symmetry of Zero                                                  | 2:36  |
| 9. | Suffer the Children (Napalm Death-cover; endast på tyska utgåvan) | 4:39  |

## Medverkande
- Wojciech "Sauron" Wąsowicz – sång
- Wacław "Vogg" Kiełtyka – gitarr
- Marcin "Martin" Rygiel – elbas
- Witold "Vitek" Kiełtyka – trummor